# Maurilia arcuata
Maurilia arcuata är en fjärilsart som beskrevs av Walker 1857. Maurilia arcuata ingår i släktet Maurilia och familjen trågspinnare. Inga underarter finns listade i Catalogue of Life.